# Feliks Kwaśny
Feliks Kwaśny (ur. 22 maja 1941 w Krzywczy) – polski duchowny rzymskokatolicki.

## Życiorys
Urodził się 22 maja 1941 w Krzywczy . W dzieciństwie zamieszkał w Przemyślu, gdzie uczył się i był ministrantem . W tym mieście Od 1960 do 1966 kształcił się w Wyższym Seminarium Duchownym . 26 czerwca 1966 otrzymał sakrament święceń kapłańskich z rąk bp. Bolesława Taborskiego . Jako wikary posługiwał w parafiach w Nowej Dębie przez pięć lat do 1971, w parafii św. Rocha w Słocinie w latach 1971–1974 (w tym czasie posługiwał na Drabiniance w Rzeszowie od grudnia 1971 do września 1972 i wybudował tam kaplicę dojazdową, gdzie potem powstała parafia Najświętszego Serca Pana Jezusa), przemyskiej katedrze św. Jana Chrzciciela, parafii Świętej Trójcy w Czudcu od 1974 do 1976 . Od 1976 był kapłanem w parafii Najświętszego Serca Pana Jezusa w Sanoku w dzielnicy Posada . Stamtąd 6 lipca 1980 został przeniesiony do tworzonej parafii Chrystusa Króla w Sanoku w dzielnicy Wójtostwo, a po jej erygowaniu w 1981 sprawował stanowisko proboszcza do 2011 . Za jego probostwa świątynia funkcjonowała w drewnianym budynku do 1990, a równolegle wybudowano kościół parafialny. Na przełomie XX/XXI wieku redagował pismo „Z Chrystusem w Życie. Miesięcznik Parafii Chrystusa Króla”. W 2006 obchodził jubileusz 50-lecia kapłaństwa. Pełnił także funkcję dziekana Dekanatu Sanok I, został archiprezbiterem sanockim, członkiem Rady Dziekańskiej i Rady Duszpasterskiej przy Arcybiskupie Ordynariuszu przemyskim . W sierpniu 2011 odszedł na emeryturę. Autor publikacji pt. Parafia Chrystusa Króla w Sanoku. Trudne początki, wydanej w 2016.

## Wyróżnienia
- Kapelan Jego Świątobliwości (19 listopada 1991)[14][15][8]
- Dyplom „budowniczy kościołów w diecezji” (przyznany przez abp. Ignacego Tokarczuka)[15][8]
- Tytuł Honorowego Obywatelstwa Królewskiego Wolnego Miasta Sanoka (uchwałą Rady Miasta Sanoka z 25 listopada 2008 „w dowód wdzięczności i uznania zasług, wniesionych w rozwój miasta w czasie długoletniej pracy duszpasterskiej, a w szczególności za utworzenie parafii i wybudowanie kościoła w dzielnicy Wójtostwo”; uroczystość wręczenia wyróżnienia odbyła się 8 stycznia 2009)[16][17][4] [8]
- Złota odznaka honorowa TG „Sokół” w Sanoku (2018)[18][19]